# Gruta das Cabras (Terra)
A Furna das Cabras (terra) II é uma gruta portuguesa localizada na ilha do Pico, arquipélago dos Açores.